# Ib형 및 Ic형 초신성

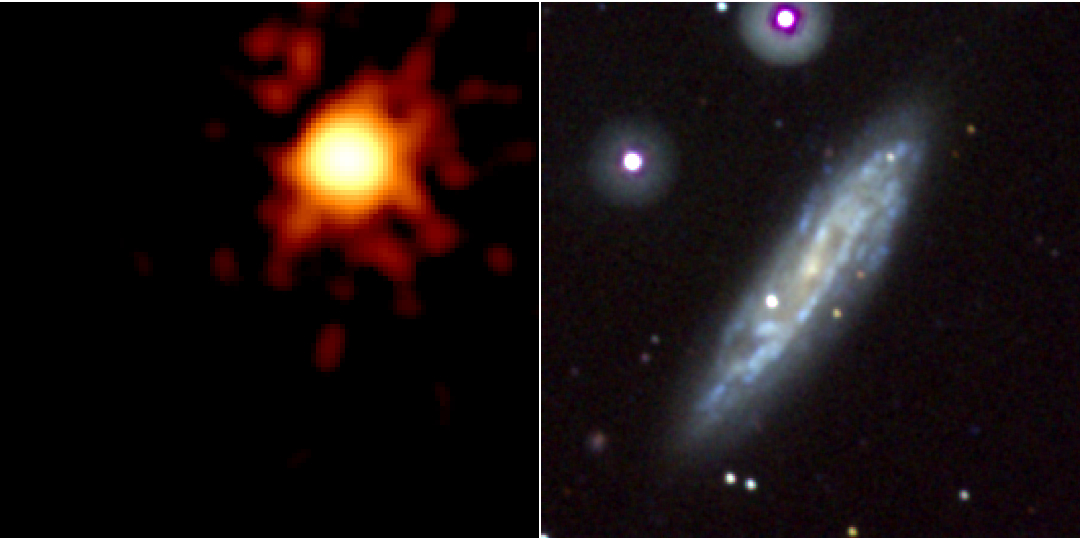
NGC 2770 은하에서 발생한 Ib형 초신성 SN 2008D의 엑스선(왼쪽) 및 가시광선(오른쪽) 사진. NASA image.

Ib형 초신성(types Ib supernova) 및 Ic형 초신성(type Ic supernova)은 초신성의 일종으로, 질량이 큰 항성의 중심핵이 붕괴함으로써 발생한다. Ib/c형 초신성을 만들어내는 항성들은 수소 외피층을 바깥으로 날려버렸거나 날리고 있는 중이고, Ia형 초신성의 분광과 비교했을 때 규소 흡수선이 약하다. Ib형보다 Ic형이 외피층을 더욱 많이 잃어버린 것으로 생각되며, 이 두 유형의 초신성을 벗겨진 핵붕괴 초신성(stripped core-collapse supernovae)이라고도 한다.
초신성이 관측되면 민코프스키-츠비키 초신성 분류법에 따라 분류하게 된다. 이 분류법은 초신성의 분광상에 나타나는 흡수선을 분류 기준으로 삼는다. 우선 수소선의 유무를 통해 I형과 II형이 나누어지고, 그 뒤 다른 기준을 통해 I형과 II형 내에서 세부 분류가 이루어진다. I형 초신성은 분광상에 수소선이 없으며, 반대로 II형 초신성은 수소선이 보인다. I형은 Ia형, Ib형, Ic형으로 세분된다.
Ib/c형 초신성은 635.5 나노미터 파장에서 전리 규소 흡수선이 나타나는 Ia형 초신성에 비해 규소선이 미약하거나 아예 없다. Ib/c형 초신성은 산소, 칼슘, 마그네슘 등의 선을 나타내지만 Ia형 초신성은 철 선만 두드러진다. 한편, 587.6 나노미터 대역에 헬륨선이 존재하는지 여부를 가지고 Ib형(헬륨선 존재)과 Ic형(헬륨선 부재) 초신성이 다시 나뉜다. 발생 원인도 Ia형 초신성이 백색왜성의 열 폭주로 일어나는 것에 반해 Ib/c형 초신성은 초거성의 중심핵 중력 붕괴로 인한 것으로 서로 다르다.

## 같이 보기
- Ia형 초신성
- II형 초신성